# Libania Grenot
Libania Grenot Martínez Scafetti (* 12. Juli 1983 in Santiago de Cuba) ist eine italienische Leichtathletin kubanischer Herkunft, die sich auf den 400-Meter-Lauf spezialisiert hat.

## Sportliche Laufbahn
Für ihr Heimatland Kuba startend wurde Grenot bei den Leichtathletik-Jugendweltmeisterschaften 1999 in Bydgoszcz Fünfte und bei den Panamerikanischen Spielen 2003 in Santo Domingo Vierte über 400 Meter. Bei den Zentralamerika- und Karibikspielen 2005 in Nassau gewann sie im 400-Meter-Lauf und in der 4-mal-400-Meter-Staffel Bronzemedaillen. Im selben Jahr startete sie bei den Weltmeisterschaften in Helsinki, schied jedoch über 400 Meter bereits im Vorlauf aus.
Nachdem Grenot 2006 nach Italien gezogen war und einen Italiener geheiratet hatte, nahm sie Anfang 2008 die italienische Staatsbürgerschaft an. Nur drei Monate später verbesserte sie den italienischen Rekord im 400-Meter-Lauf auf 51,05 Sekunden. Bei den Olympischen Spielen in Peking gelang ihr eine weitere Steigerung auf 50,83 Sekunden. Als zehntschnellste Läuferin der Halbfinalrunde verpasste sie dennoch den Finaleinzug.
2009 gewann Grenot, Mitglied der Sportfördergruppe der Guardia di Finanza, bei den Militärweltmeisterschaften in Sofia die Goldmedaille. Im selben Jahr siegte bei den Mittelmeerspielen in Pescara, wo sie ihren eigenen Landesrekord auf 50,30 Sekunden steigerte. Bei den Weltmeisterschaften in Berlin erreichte sie die Halbfinalrunde.
Bei den Europameisterschaften 2010 in Barcelona belegte Grenot sowohl über 400 Meter als auch in der 4-mal-400-Meter-Staffel den vierten Platz. Dagegen verpasste sie bei den Weltmeisterschaften 2011 in Daegu mit der Staffel den Finaleinzug. Auch bei den Europameisterschaften 2012 in Helsinki, wo sie im 400-Meter-Lauf Sechste wurde, schied die Staffel im Vorlauf aus. Bei den Olympischen Spielen in London erreichte sie das Halbfinale, während sie mit der Staffel erneut nicht über die Vorläufe hinauskam.
2013 trat Grenot bei den Mittelmeerspielen in Mersin im 200-Meter-Lauf an und sicherte sich die Silbermedaille. Über die doppelte Distanz konnte sie sich bei den Weltmeisterschaften in Moskau trotz der achtschnellsten Zeit im Halbfinale nicht für den Endlauf qualifizieren.
Bei den IAAF World Relays 2014 in Nassau führte Grenot die italienische 4-mal-400-Meter-Staffel als Schlussläuferin zum sechsten Platz. Im selben Jahr feierte sie mit dem Titelgewinn über 400 Meter bei den Europameisterschaften in Zürich ihren bis dahin bedeutendsten Erfolg. Mit der Staffel lief sie dort auf Platz sieben. Beim Continental-Cup in Marrakesch schloss sie die Saison mit einem dritten Platz über 400 Meter ab.
2015 trat Grenot bei den IAAF World Relays in Nassau erneut in der Staffel an, allerdings schied die italienische Mannschaft diesmal wegen eines Wechselfehlers bereits im Vorlauf aus. In der sogenannten Superliga der Team-Europameisterschaft in Tscheboksary belegte sie über 400 Meter den dritten und mit der Staffel den vierten Platz. Bei den Weltmeisterschaften in Peking erreichte sie im 400-Meter-Lauf die Halbfinalrunde.
Bei den Europameisterschaften 2016 in Amsterdam verteidigte sie ihren Titel erfolgreich und gewann Bronze mit der italienischen Staffel. Bei den Olympischen Spielen in Rio de Janeiro belegte sie im 400-Meter-Lauf den achten Platz.